# Epilobium palustre
Espèce
Classification phylogénétique
Statut de conservation UICN

 LC  : Préoccupation mineure
Epilobium palustre, l'épilobe des marais, est une espèce de plantes à fleurs du genre Epilobium de la famille des Onagraceae. 

## Description

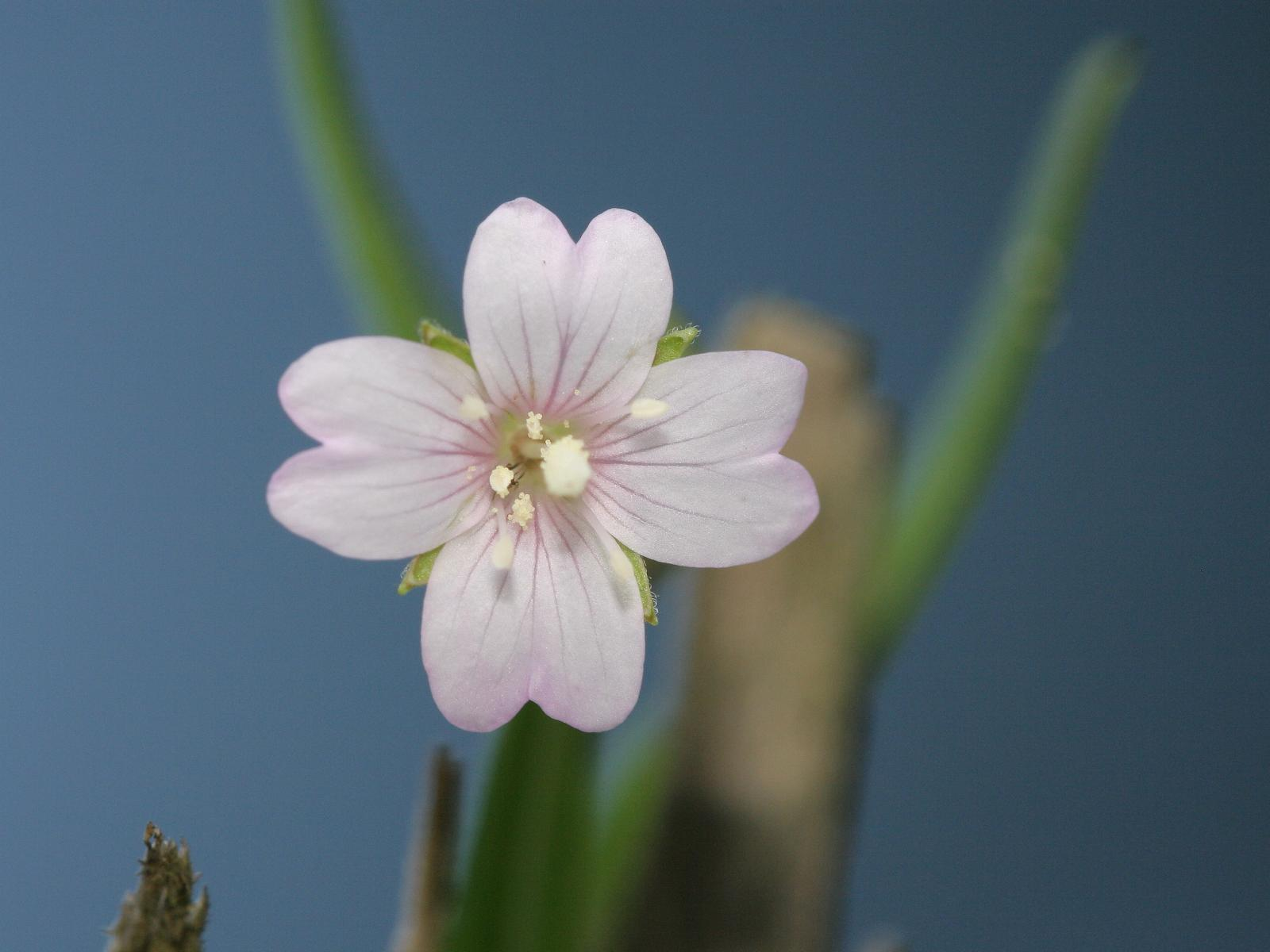
Fleur.

C'est une plante herbacée vivace.

## Habitat
Marais et lieux humides.

## Statut de protection
En France, l'espèce figure sur le liste rouge des plantes du Nord-Pas-de-Calais et sur celle d'Île-de-France.